# Julien Toudic
Julien Toudic (Caen, 19 december 1985) is een Franse voetballer (aanvaller) die sinds 2011 voor de Franse tweedeklasser RC Lens uitkomt. Voordien speelde hij voor SM Caen en Stade Reims.